# Torkel Nordström
Torkel Nordström, född 12 mars 1910 i Halmstad, död 20 april 1999 i Västerleds församling, Stockholm, var en svensk jurist.
Torkel Nordström studerade vid Lunds universitet där han blev jur.kand. 1934. Han utnämndes till extra fiskal i Svea hovrätt 1938 och blev extra ordinarie fiskal 1943 samt assessor 1946. Han var hovrättsråd 1953–1955. Torkel Nordström var justitieråd 1955–1977. Han utnämndes 1975 till ordförande på avdelning i Högsta domstolen och 1976 till HD:s ordförande. Torkel Nordström var ledamot av Lagrådet 1962–1964 och 1968–1969. 
Han hade en rad andra utrednings- och nämnduppdrag som lagstiftningsuppdrag i Socialdepartementet och Justitiedepartementet 1945–1950, ledamot av Lagberedningen 1951–1955, vice ordförande i Hyresrådet 1950–1955, i Utlänningsnämnden 1958–1966 och ordförande för Förlagsinteckningskommittén 1959–1964.
Torkel Nordström var utgivare för Sveriges rikes lag 1974–1990. Han utnämndes 1973 till juris hedersdoktor vid Lunds universitet. Nordström är begravd på Bromma kyrkogård.

## Utmärkelser
- Kommendör med stora korset av Nordstjärneorden, 22 november 1965.[5]